# Palladiusz (Szerstiennikow)
Palladiusz, imię świeckie Pawieł Aleksandrowicz Szerstiennikow (ur. 24 marca?/5 kwietnia 1896 w Bolszym Rojskim, zm. 23 kwietnia 1976 w Orle) – rosyjski biskup prawosławny.

## Życiorys
Był synem kapłana prawosławnego. Jego brat Aleksandr również został duchownym. W 1917 ukończył seminarium duchowne we Wiatce i rozpoczął studia w Kazańskiej Akademii Duchownej, które musiał przerwać, został bowiem zmobilizowany do armii rosyjskiej. Po powrocie z frontu w roku następnym został psalmistą w eparchii wiackiej, zaś w 1920 wznowił równolegle naukę teologii i studia medycznej na uniwersytecie w Kazaniu.
21 listopada 1921 przyjął święcenia diakońskie z rąk biskupa czeboksarskiego Atanazego, natomiast 18 czerwca 1922 został wyświęcony na kapłana przez metropolitę kazańskiego i swijaskiego Cyryla. W tym samym roku złożył wieczyste śluby mnisze. W 1924 został archimandrytą, zaś od 1926 do 1930 kierował monasterem Wprowadzenia Matki Bożej w Kazaniu.
14 grudnia 1930 miała miejsce jego chirotonia na biskupa jełabuskiego, wikariusza eparchii kazańskiej, w której jako konsekratorzy wzięli udział arcybiskup kazański i swijaski Atanazy oraz biskup pomocniczy eparchii kazańskiej Ireneusz. Od 1933 biskup Palladiusz był wikariuszem eparchii twerskiej z tytułem biskupa rżewskiego. Od 1936 do 1937 był biskupem ołonieckim i pietrozawodskim, zaś od 1937 – biskupem kalinińskim. W 1938 otrzymał godność arcybiskupa.
W 1943 został aresztowany przez NKWD i przez cztery lata był więziony w łagrze na Czukotce.
Po zwolnieniu z obozu w 1947 został arcybiskupem siemipałatyńskim i pawłodarskim, zaś w 1948 przeniesiono go na katedrę omską i tiumeńską, zaś w 1949 – irkucką i czycką. Następnie w 1958 powierzono mu zarząd eparchii saratowskiej. W 1963 przeniesiony został po raz kolejny na katedrę orłowską. W 1968 otrzymał godność metropolity. W swojej eparchii prowadził zabronioną przez władze radzieckie działalność charytatywną oraz wyszukiwał nowych kandydatów do przyjęcia święceń diakońskich i kapłańskich, wyświęcając część z nich w tajemnicy.
W 1970 uczestniczył w nadawaniu autokefalii Kościołowi Prawosławnemu w Ameryce.
Zmarł w 1976 po długiej chorobie i został pochowany na cmentarzu św. Jana Chrzciciela w Orle.